# Rudyszwałd (przystanek kolejowy)
Rudyszwałd – przystanek kolejowy położony we wsi Rudyszwałd, w powiecie raciborskim, w województwie śląskim. W Rudyszwałdzie znajduje się rozjazd linii z Chałupek na linię dwutorową w stronę Raciborza (obsługują je dwa perony) i linię jednotorową dwukierunkową w kierunku Wodzisławia Śląskiego i Rybnika (obsługiwaną przez jeden peron). 

## Ruch pasażerski
| Rok  | Wymiana pasażerska na dobę |
| ---- | -------------------------- |
| 2017 | 10-19                      |
| 2022 | 10-19                      |

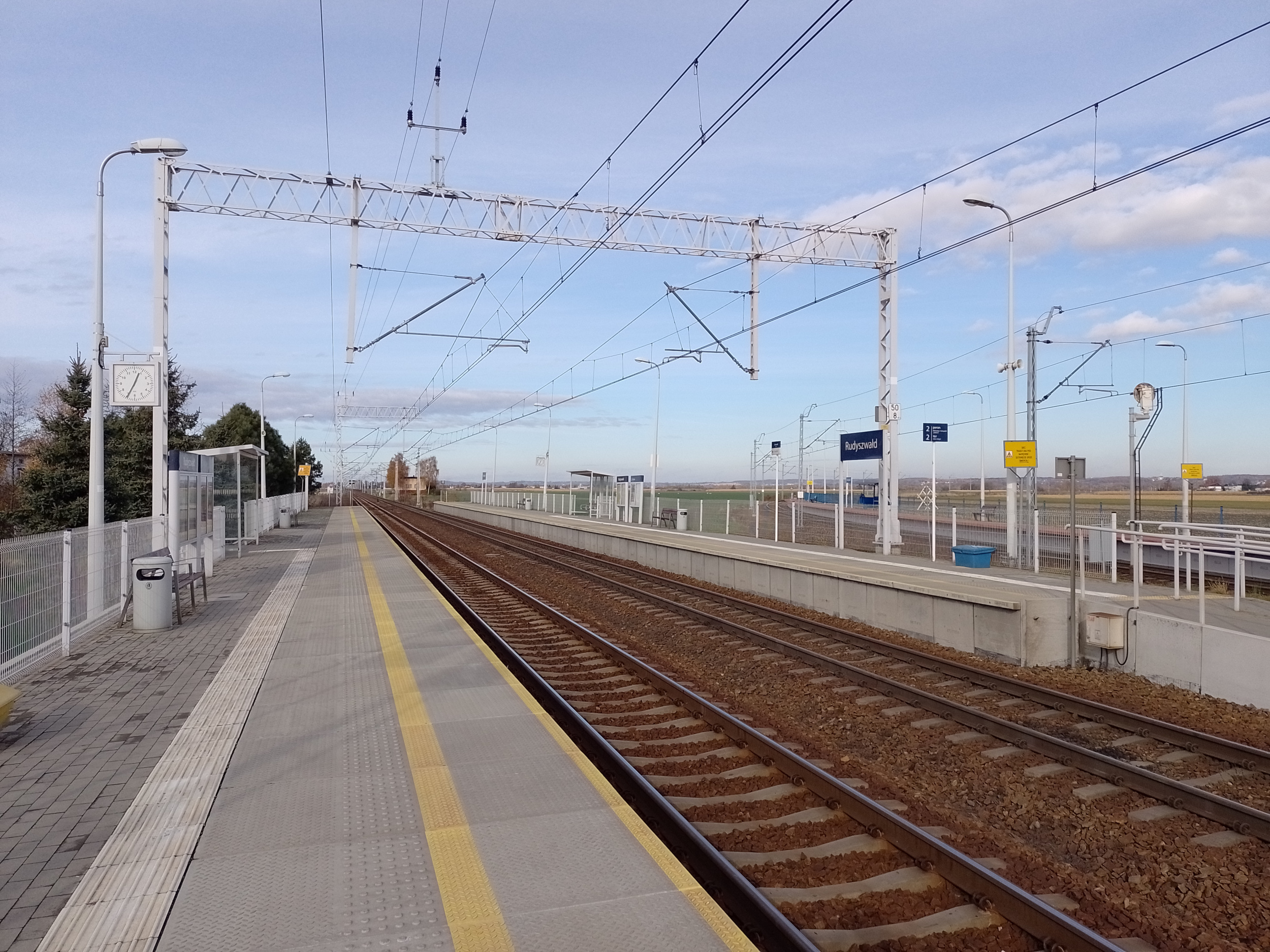
Perony 1 i 2
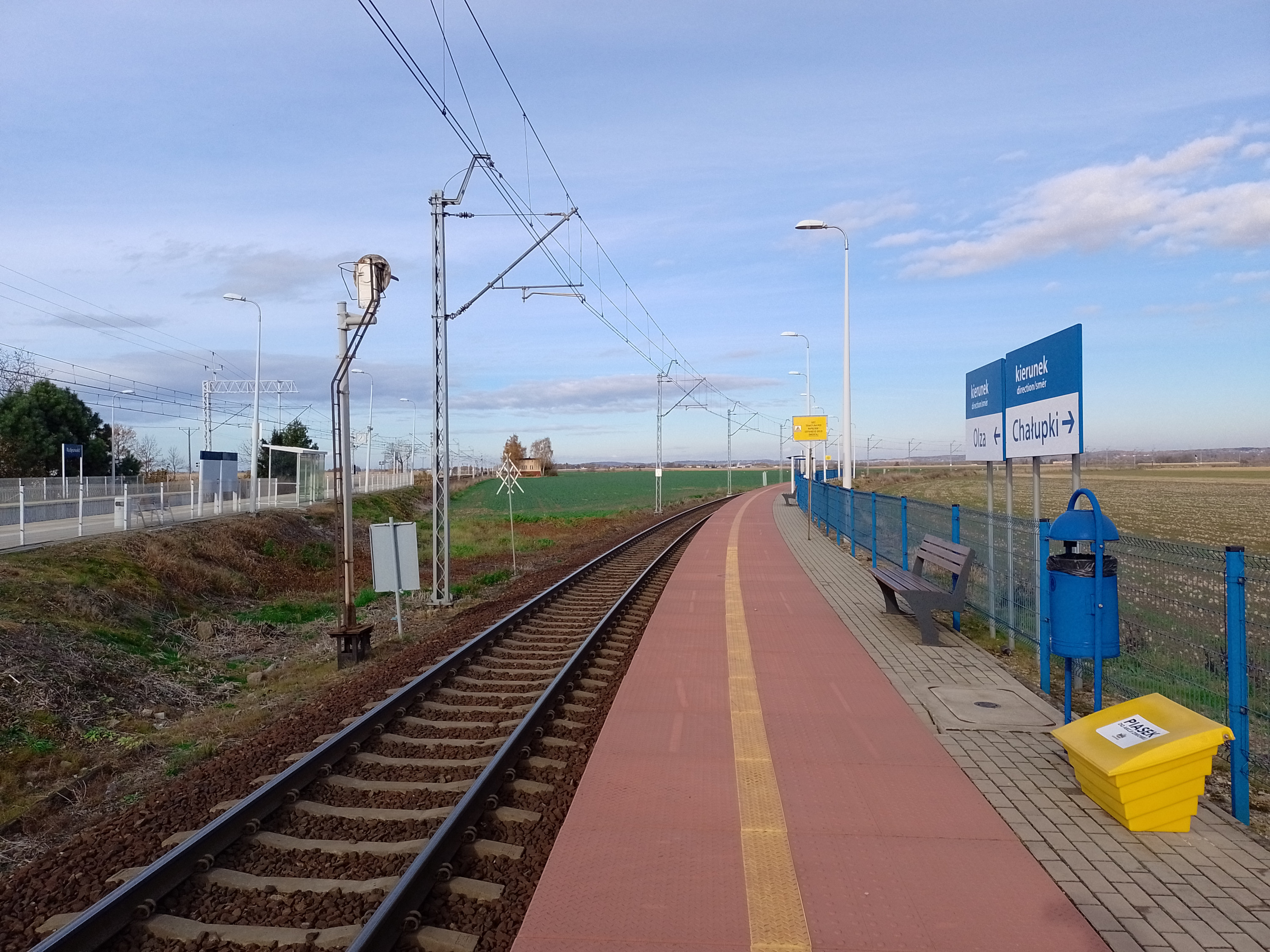
Peron 3
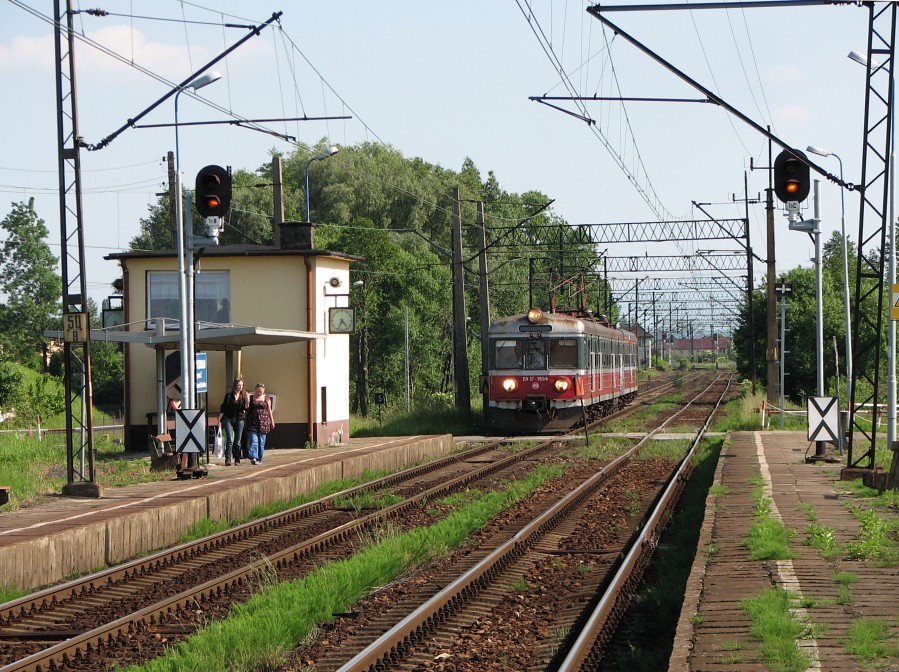
EN57 na przystanku przed przebudową